# Albert de Schwarzbourg-Rudolstadt
Pour les articles homonymes, voir Schwarzbourg-Rudolstadt.
Titre
Prince de Schwarzbourg-Rudolstadt
28 juin 1867 – 26 novembre 1869
(2 ans, 4 mois et 29 jours)
Albert de Schwarzbourg-Rudolstadt, né le 30 avril 1798 à Rudolstadt et mort dans cette ville le 26 novembre 1869, est un prince souverain de Schwarzbourg-Rudolstadt.

## Biographie

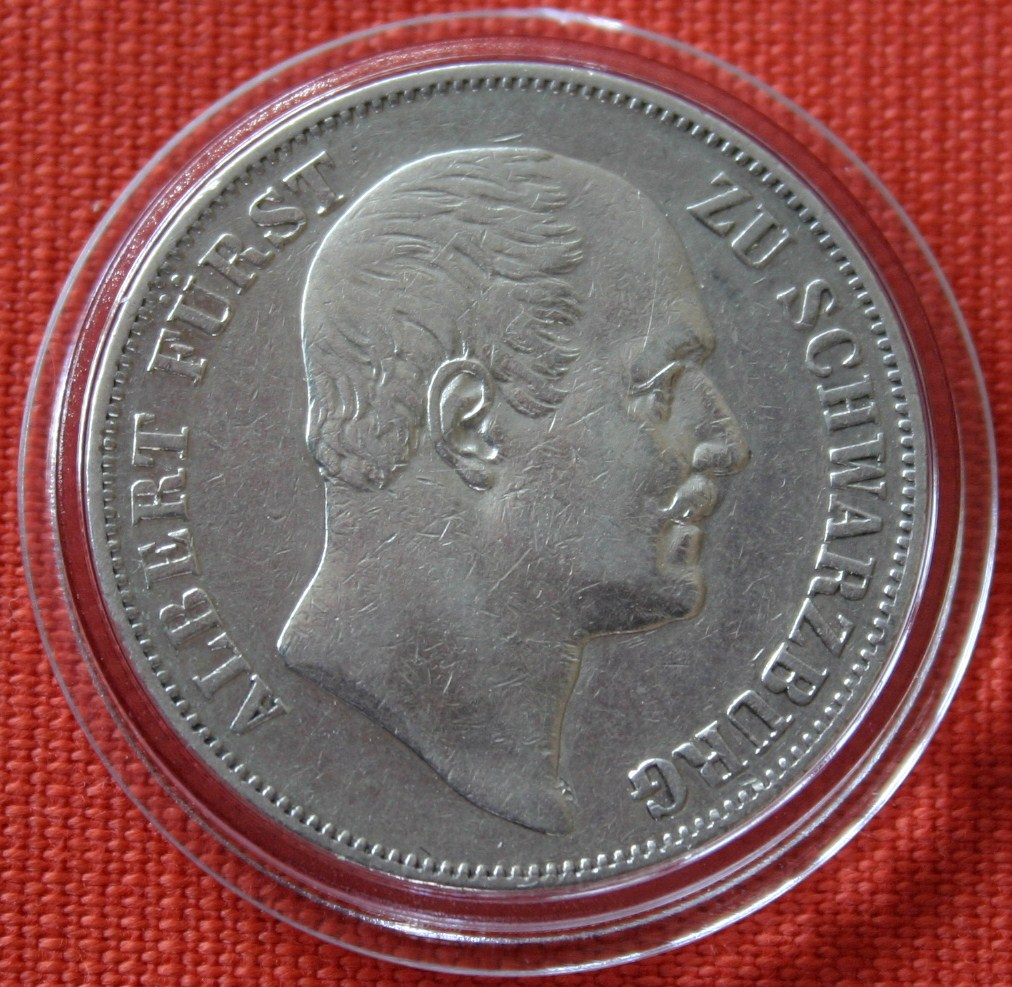
Prince Albert sur un thaler de 1867, gravure de Johann Adam Ries.

Albert est le deuxième fils du prince Louis-Frédéric II de Schwarzbourg-Rudolstadt et de son épouse Caroline de Hesse-Hombourg. Pendant l'enfance d'Albert, Louis-Ferdinand de Prusse est invité au château de Heidecksburg du 7 au 9 octobre 1806. Le prince commandait une avant-garde prusso-saxonne dans la guerre de la quatrième coalition contre la France et est tué lors de la bataille de Saalfeld en octobre 1806. Lors de la visite de Louis-Ferdinand, a-t-on dit dans la famille princière, l'intérêt d'Albert pour l'armée se manifeste. Pour des raisons de sécurité, la princesse Caroline et ses enfants se réfugient d'abord à Frankenhausen puis à Cassel. Mais la situation s'est vite calmée et la princesse a pu rentrer avec les enfants. Peu de temps avant la mort du père d'Albert, le prince Louis-Frédéric II, le 28. En avril 1807, la principauté rejoint la confédération du Rhin. Par la suite, Caroline devient la tutrice de son fils Frédéric-Gonthier. En 1810, Albert et son frère Frédéric-Gonthier sont envoyés à Genève pendant un an pour s'entraîner.
Le prince participe à la campagne de France contre Napoléon en 1814/15. Albert reçoit la croix de fer de 2e classe pour ses services. En 1814, il devient sous-lieutenant dans l'armée prussienne. À ce titre, Albert sert sous le lieutenant général Louis-Guillaume de Hesse-Hombourg, son oncle. Pendant les années de soldat, le prince est souvent invité à la cour prussienne. Il y rencontre sa future épouse Auguste, fille du prince Frédéric-Guillaume de Solms-Braunfels et nièce du roi Frédéric-Guillaume III. Le mariage a lieu le 27 juillet 1827 au château de Schönhausen.
Albert est un général prussien de la cavalerie et depuis le 22 mars 1869 chef du 7e régiment de dragons stationné à Stendal et Tangermünde.
Il monte sur le trône en 1867, à la mort de son frère aîné Frédéric-Gonthier, dont le seul fils survivant, Sizzo, est issu d'un mariage morganatique. Il meurt deux ans plus tard et son fils Georges-Albert lui succède.

## Mariage et descendance
Albert se marie le 26 juillet 1827 avec la princesse Augusta-Louise de Solms-Braunfels (uk) (25 juillet 1804 – 8 octobre 1865), fille du prince Frédéric-Guillaume de Solms-Braunfels et de la princesse Frédérique de Mecklembourg-Strelitz. Ils ont quatre enfants :
- Charles-Gonthier (1828-1828) ;
- Élisabeth (uk) (1833-1896), épouse le prince Léopold III de Lippe ;
- Georges-Albert (1838-1890), prince de Schwarzbourg-Rudolstadt ;
- Ernest-Henri (1848-1848).